# Miriam Allen deFord
Miriam Allen deFord (21 de agosto de 1888 - 22 de fevereiro de 1975) foi uma escritora americana mais conhecida por seus livros de mistérios e ficção científica. Durante a década de 1920, ela escreveu para várias revistas de esquerda, incluindo The Masses, The Liberator e a Federated Press. Seu conto "A Morte em Família" apareceu na segunda temporada da Galeria da Noite, aparecendo no episódio dois, segmento um, com Desi Arnez Jr.